# Чемпионат Европы по плаванию в ластах 2010
23-й чемпионат Европы по плаванию в ластах прошёл в столице Татарстана Казани с 27 июля по 2 августа 2010 года.

## Распределение наград
*   Страна-организатор
| Место | Страна   | Золото | Серебро | Бронза | Всего |
| ----- | -------- | ------ | ------- | ------ | ----- |
| 1     | Россия*  | 15     | 16      | 12     | 43    |
| 2     | Украина  | 6      | 8       | 8      | 22    |
| 3     | Италия   | 5      | 7       | 4      | 16    |
| 4     | Германия | 3      | 1       | 2      | 6     |
| 5     | Венгрия  | 2      | 0       | 3      | 5     |
| 6     | Чехия    | 2      | 0       | 0      | 2     |
| 7     | Франция  | 1      | 0       | 1      | 2     |
| 8     | Греция   | 0      | 2       | 1      | 3     |
| 9     | Эстония  | 0      | 0       | 3      | 3     |
| 10    | Беларусь | 0      | 0       | 1      | 1     |
| Всего | Всего    | 34     | 34      | 35     | 103   |

## Медалисты

### Мужчины
| Дисциплина         | Золото                                                                        | Золото     | Серебро                                                                   | Серебро    | Бронза                                                                      | Бронза     |
| ------------------ | ----------------------------------------------------------------------------- | ---------- | ------------------------------------------------------------------------- | ---------- | --------------------------------------------------------------------------- | ---------- |
| 50 м, ныряние      | Павел Кабанов · Россия                                                        | 14.15      | Алексей Казанцев · Россия                                                 | 14.49      | Виталий Филиппович · Украина                                                | 14.63      |
| 50 м в ластах      | Павел Кабанов · Россия                                                        | 15.57      | Ставрианос Сисманидис · Греция                                            | 16.05      | Дмитрий Сидоренко · Украина                                                 | 16.20      |
| 100 м в ластах     | Павел Кабанов · Россия                                                        | 34.85      | Уильям Пол Болдуин · Греция                                               | 35.69      | Чезаре Фумарола · Италия                                                    | 35.95      |
| 200 м в ластах     | Дмитрий Кокорев · Россия                                                      | WR 1:21.78 | Стефано Фиджини · Италия                                                  | 1:21.85    | Даниэль Кокаи · Венгрия                                                     | 1:22.25    |
| 400 м в ластах     | Стефано Фиджини · Италия                                                      | 2:59.04    | Дмитрий Кокорев · Россия                                                  | 3:01.57    | Денеш Канио · Венгрия                                                       | 3:02.69    |
| 800 м в ластах     | Александр Одиноков · Украина                                                  | 6:24.15    | Алексей Шафигулин · Россия                                                | 6:28.01    | Роман Малетин · Россия                                                      | 6:28.85    |
| 1500 м в ластах    | Свен Лютцкендорф · Германия                                                   | 12:25.21   | Александр Одиноков · Украина                                              | 12:27.96   | Алексей Шафигулин · Россия                                                  | 12:31.59   |
| 50 м в кл. ластах  | Ондрей Брода · Чехия                                                          | WR 19.38   | Константин Зотов · Россия                                                 | 19.56      | Алексей Скалозуб · Беларусь                                                 | 19.64      |
| 100 м в кл. ластах | Алексей Степанов · Россия                                                     | 43.59      | Андреа Рампассо · Италия                                                  | 43.64      | Александр Иванець · Россия                                                  | 43.69      |
| 200 м в кл. ластах | Михал Рубачек · Чехия                                                         | WR 1:36.18 | Михаил Яценко · Украина                                                   | 1:37.73    | Александр Иванець · Россия                                                  | 1:37.88    |
| 100 м с аквалангом | Павел Кабанов · Россия                                                        | 32.28      | Виталий Филиппович · Украина                                              | 32.52      | Николай Товер · Эстония                                                     | 34.16      |
| 400 м с аквалангом | Силард Вильхельм · Венгрия                                                    | WR 2:43.54 | Игорь Сапрыкин · Россия                                                   | 2:46.42    | Денис Грубник · Украина                                                     | 2:49.83    |
| 800 м с аквалангом | Силард Вильхельм · Венгрия                                                    | WR 5:46.96 | Игорь Сапрыкин · Россия                                                   | 5:56.49    | Денис Грубник · Украина                                                     | 5:58.49    |
| эстафета 4×100 м   | Павел Кабанов · Алексей Казанцев · Сергей Прус · Дмитрий Кокорев · Россия     | 2:23.33    | Чезаре Фумарола · Андреа Нава · Стефано Фиджини · Джулио Туньоли · Италия | 2:25.08    | Николай Товер · Андрей Сталев · Михаил Беляев · Александр Дроздов · Эстония | 2:25.76    |
| эстафета 4×200 м   | Дмитрий Кокорев · Владимир Зайцев · Николай Криулько · Роман Малетин · Россия | 5:34.25    | Андреа Нава · Чезаре Фумарола · Джулио Туньоли · Стефано Фиджини · Италия | 5:39.05    | Кристоф Ёфнер · Свен Лютцкендорф · Макс Лаушус · Том Рэзе · Германия        | 5:41.75    |
| 6000 м             | Алексей Шафигулин · Россия                                                    | 51:24.69   | Роман Малетин · Россия                                                    | 52:29.16   | Александр Матюшин · Россия                                                  | 53:41.35   |
| эстафета 4×3000 м  | Симон Малленьи · Алекс Баттиста · Альберто Рота · Давид Де Челье · Италия     | 1:46:44.95 | Давид Пенневисс · Том Рэзе · Ив Ролак · Кристиан Хёра · Германия          | 1:47:03.78 | Борис Фердман · Алексей Шафигулин · Максим Айтов · Роман Малетин · Россия   | 1:47:24.40 |

### Женщины
| Дисциплина         | Золото                                                                                 | Золото     | Серебро                                                                              | Серебро    | Бронза                                                                                      | Бронза     |
| ------------------ | -------------------------------------------------------------------------------------- | ---------- | ------------------------------------------------------------------------------------ | ---------- | ------------------------------------------------------------------------------------------- | ---------- |
| 50 м, ныряние      | Анна Бер · Россия                                                                      | 16.53      | Маргарита Артюшенко · Украина                                                        | 16.74      | Камилла Хейтц · Франция                                                                     | 16.80      |
| 50 м в ластах      | Маргарита Артюшенко · Украина                                                          | ER 17.72   | Анна Бер · Россия                                                                    | 18.17      | София Ктена · Греция · Лилла Секей · Венгрия                                                | 18.42      |
| 100 м в ластах     | Маргарита Артюшенко · Украина                                                          | 39.83      | Анна Бер · Россия                                                                    | 40.07      | Василиса Кравчук · Россия                                                                   | 40.59      |
| 200 м в ластах     | Валерия Барановская · Россия                                                           | 1:29.27    | Василиса Кравчук · Россия                                                            | 1:29.55    | Ольга Шляховская · Украина                                                                  | 1:31.74    |
| 400 м в ластах     | Валерия Барановская · Россия                                                           | 3:16.26    | Ольга Шляховская · Украина                                                           | 3:18.85    | Василиса Кравчук · Россия                                                                   | 3:19.59    |
| 800 м в ластах     | Георгия Вероника Виеро · Италия                                                        | ER 6:59.25 | Ольга Годована · Украина                                                             | 7:02.38    | Яна Лазебрий · Украина                                                                      | 7:07.48    |
| 1500 м в ластах    | Ольга Годована · Украина                                                               | 13:35.53   | Георгия Вероника Виеро · Италия                                                      | 13:36.57   | Анастасия Красненкова · Россия                                                              | 13:50.41   |
| 50 м в кл. ластах  | Франческа Фуско · Италия                                                               | 22.40      | Элиза Мамми · Италия                                                                 | 22.53      | Медея Джавахишвили · Россия                                                                 | 22.80      |
| 100 м в кл. ластах | Медея Джавахишвили · Россия                                                            | 49.02      | Элиза Мамми · Италия                                                                 | 49.18      | Яна Касимова · Россия                                                                       | 49.98      |
| 200 м в кл. ластах | Элиза Мамми · Италия                                                                   | 1:48.63    | Медея Джавахишвили · Россия                                                          | 1:48.70    | Кристина Новиченко · Россия                                                                 | 1:50.14    |
| 100 м с аквалангом | Камилла Хейтц · Франция                                                                | 37.21      | Анна Бер · Россия                                                                    | 37.60      | Галия Саттарова · Эстония                                                                   | 37.71      |
| 400 м с аквалангом | Сандра Пильц · Германия                                                                | 3:08.72    | Оксана Ховилова · Россия                                                             | 3:14.27    | Александра Шапшал · Украина                                                                 | 3:17.90    |
| 800 м с аквалангом | Сандра Пильц · Германия                                                                | 6:47.84    | Оксана Ховилова · Россия                                                             | 6:51.73    | Александра Шапшал · Украина                                                                 | 6:55.96    |
| эстафета 4×100 м   | Анна Бер · Яна Касимова · Валерия Барановская · Василиса Кравчук · Россия              | ER 2:41.95 | Екатерина Делова · Ольга Годована · Маргарита Артюшенко · Ольга Шляховская · Украина | 2:43.93    | Роберта Мастроянни · Клаудия Амметто · Джорджия Вероника Виеро · Сильвия Барончини · Италия | 2:49.86    |
| эстафета 4×200 м   | Валерия Барановская · Жанна Нечитайло · Екатерина Политько · Василиса Кравчук · Россия | WR 6:08.47 | Дарина Николаенко · Ольга Точилина · Ирина Кучер · Ольга Шляховская · Украина        | 6:21.75    | Джорджия Вероника Виеро · Роберта Мастроянни · Клаудия Амметто · Сильвия Барончини · Италия | 6:21.77    |
| 6000 м             | Яна Лазебрий · Украина                                                                 | 57:46.00   | Софья Мухина · Россия                                                                | 58:00.55   | Сара Туррини · Италия                                                                       | 58:21.03   |
| Эстафета 4×3000 м  | Яна Лазебрий · Татьяна Красногор · Ольга Точилина · Ольга Годована · Украина           | 1:56:26.92 | Елена Осмольская · Елена Кононова · Марина Воронина · Софья Мухина · Россия          | 1:56:32.66 | Христина Мюллер · Каролин Кёппинг · Христин Саупе · Сандра Пильц · Германия                 | 1:57:23.93 |